# Jurovci
Jurovci so naselje v Občini Videm.